# Лин Цзе
Лин Цзе (кит. упр. 凌洁, пиньинь Líng Jié,  род. 22 октября 1982) — китайская спортивная гимнастка.
На Олимпийских играх 2000 года в Сиднее стала серебряной медалисткой на брусьях. Кроме этого, на этих Олимпийских играх в составе команды Китая завоевала бронзовую медаль в командном первенстве, но впоследствии, когда выяснилось, что в одна из участниц китайской команды — Дун Фансяо — была моложе разрешённого возраста, эта медаль была с них снята и отдана команде США.
Ранее на Чемпионате мира 1999 года стала чемпионкой на бревне и бронзовой призёркой на брусьях.